# Estádio Cel. Emilio Gomes
Estádio Cel. Emilio Gomes – stadion piłkarski, w Irati, Parana, Brazylia, na którym swoje mecze rozgrywa klub Iraty Sport Club.